# Behemoth (Mythologie)

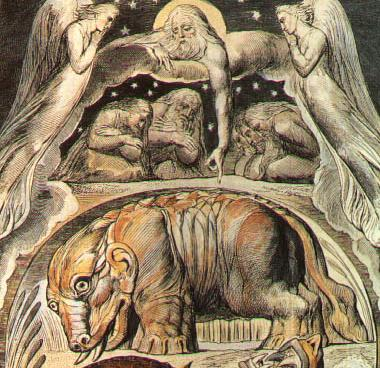
Behemoth und Leviathan (Ausschnitt zeigt Behemoth), Lithographie von William Blake

Behemoth (hebräisch בהמות Bəhēmôth / Behemot / B'hemot „Biester“, „Ungeheuer“; arabisch بهيموث Bahīmūth oder بهموت Bahamūt) ist der Name eines Ungeheuers aus dem Tanach. In mancher Tradition wird es als Landlebewesen dargestellt, als Gegenstück zum Seeungeheuer Leviathan und zum (nichtbiblischen) Vogel Ziz.

## Name und Gestalt
Vermutlich ist בהמות bəhēmôth die Pluralform von בהמה bəhēmāh, was auf Hebräisch „Vieh“ bedeutet; es handelte sich demnach um einen pluralis excellentiae, um durch Verdoppelung eines Nomens die Größe und Bedeutung des mächtigen Ungeheuers zu unterstreichen. Behemoth trägt Züge verschiedener Tiere, vor allem die eines Flusspferds, eines Elefanten, eines Wasserbüffels und einer Ziege. Beeinflusst wurde die Vorstellung eines flusspferdartigen Ungeheuers möglicherweise durch den altägyptischen Gott Seth, als dessen Attribut das Nilpferd galt.

## Biblische Quellen
Nach Hiob 40,19 wurde Behemoth – wie auch sein Gegenstück Leviathan – „als erstes der Werke Gottes“ geschaffen. Dieser habe ihm auch „sein Schwert“ gegeben.
Eine ausführliche Beschreibung findet sich in Hi 40,15–24 , der einzigen expliziten Erwähnung in der Bibel. Dort dient seine Macht und Stärke als Sinnbild für die Fruchtlosigkeit von Hiobs Aufbegehren gegen sein Schicksal.

„Siehe da, den Behemoth […] er frißt Gras wie ein Ochse. […] seine Kraft ist in seinen Lenden und sein Vermögen in den Sehnen seines Bauches. Sein Schwanz streckt sich wie eine Zeder; die Sehnen seiner Schenkel sind dicht geflochten. Seine Knochen sind wie eherne Röhren; seine Gebeine sind wie eiserne Stäbe. […] Er liegt gern im Schatten, im Rohr und im Schlamm verborgen. Das Gebüsch bedeckt ihn mit seinem Schatten, und die Bachweiden umgeben ihn. Siehe, er schluckt in sich den Strom und achtet's nicht groß; lässt sich dünken, er wolle den Jordan mit seinem Munde ausschöpfen. […] Fängt man ihn wohl vor seinen Augen und durchbohrt ihm mit Stricken seine Nase?“

Einige andere Übersetzungen derselben Stelle aus Hiob übertragen Behemoth hingegen mit „Nilpferd“.

## Außerbiblische Quellen

### Apokryphen
Aus diesen biblischen Traditionen schöpfen die Apokryphen das Motiv Behemoths als männliches Fabelwesen, das gemeinsam mit seinem weiblichen Gegenstück Leviathan von Gott zur Züchtigung der Menschen gesandt wird (1. Hen 59,7ff.). Während Leviathan sich auf dem Meeresboden wälzt, beherrscht Behemoth die Wüste. Am Ende werden beider Opfer von Gottes Gnade errettet (1. Hen 60,7).

### Talmud
Nach einem üblicherweise zum Erntedankfest vorgetragenen Hymnus namens Akdamut bzw. dem Talmud-Traktat Bava Bathra indes kommt es nach der Schlacht von Harmagedon am Ende der Zeiten zu einem Kampf Behemoths mit seinem Gegenstück Leviathan, den er mit seinen Hörnern aufzuspießen sucht, während Leviathan nach dem Landungeheuer mit seinen Flossen schlägt. Schließlich wird der Herr beide mit seinem mächtigen Schwert erschlagen und das Fleisch der beiden Ungeheuer gemeinsam mit dem des Vogels Ziz den Rechtschaffenen zur Speise geben.

### Dämonologisches Schrifttum
In späterer Zeit wurde Behemoth mit dem Teufel in Verbindung gebracht. Nach Collin de Plancy und Anton LaVey etwa gilt er als dummer und gefräßiger Dämon und soll daher als „Mundschenk und Kellermeister der Hölle“ arbeiten.

## Wirkungsgeschichte
Das mythische Ungeheuer hat Thomas Hobbes zum Titel einer staatsphilosophischen Schrift, Behemoth, or the long Parliament, angeregt, die sich mit dem englischen Bürgerkrieg beschäftigt. An das dortige Behemoth-Verständnis knüpft auch Franz Neumann mit seiner gleichnamigen Strukturanalyse des Nationalsozialismus, Behemoth. Struktur und Praxis des Nationalsozialismus 1933–1944, an.
Die Figur des Behemoth wurde vielfach literarisch verarbeitet. Sie taucht in folgenden Werken auf:
- Arthur Rimbauds Gedicht Das Trunkene Schiff von 1871,
- Egmont Colerus’ Roman Und wieder wandert Behemoth von 1924,
- Darius Milhauds Oper Christophe Colomb von 1930,
- Michail Bulgakows Roman Der Meister und Margarita aus den 1930ern,
- James Krüss’ Roman Timm Thaler getarnt als Signor Grandizzi,
- Joshua Trees achtbändige Science-Fiction-Saga Behemoth 2333,
- verschiedene Anime-Serien und Videospiele.

Darüber hinaus hat Behemoth einer polnischen Metal-Band, dem Album 3:Flight of the Behemoth der Gruppe Sunn O))), einem Bagger, einem Hightech-Fahrrad sowie Wesen der Videospielreihen Master of Magic, Final Fantasy, Fallout, Savage: The Battle for Newerth, Savage 2: A Tortured Soul, Heroes of Newerth, Heroes of Might and Magic, Guild Wars 2, Runescape, Horizon Zero Dawn und Kingdom Hearts den Namen gegeben. Im Tabletop-Spiel Warhammer 40.000 gibt es eine Schwarmflotte der Tyraniden namens Behemoth. In der Serie The Expanse heißt das Flaggschiff der Outer Planets Alliance (OPA) ebenfalls Behemoth. In Battlefield 1, das im Ersten Weltkrieg spielt, sind überschwere Spezialpanzer mit diesem Namen versehen worden.